# Clásico potosino
El Clásico potosino, también conocido como clásico imperial, es el nombre que recibe el partido de fútbol entre Nacional Potosí y Real Potosí, los dos equipos más representativos y populares de la ciudad boliviana de Potosí.
Este partido enfrenta a Real Potosí, el equipo más exitoso de Potosí, mientras que Nacional es un equipo surgiente en la liga y en el ámbito internacional, pero con mucha más trayectoria en la Asociación de Fútbol Potosí.

## Historia
La rivalidad entre ambos clubes empezó cuando Nacional Potosí ascendió a la liga, ambos clubes destacaban en el ámbito local y nacional concentrando así a la mayoría de los hinchas potosinos.

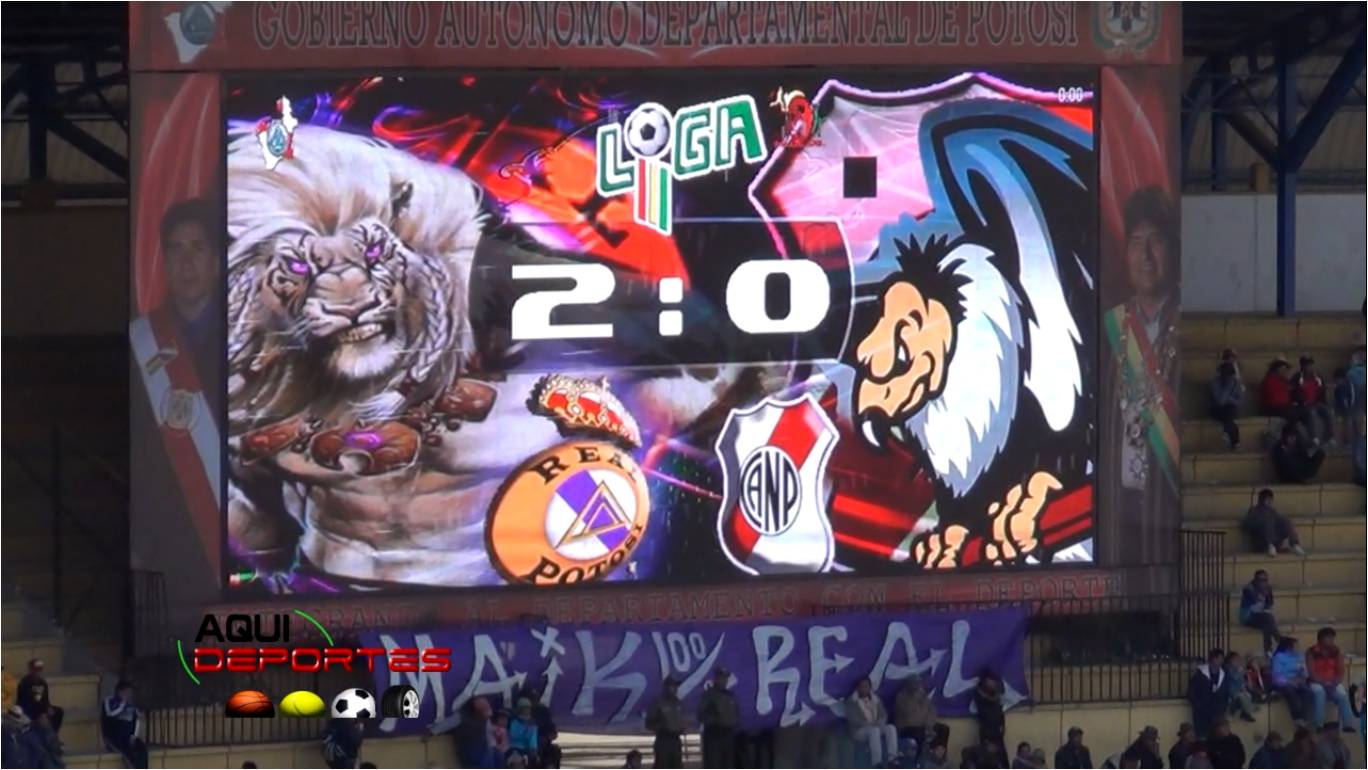
El marcador del clásico en la pantalla LED del Estadio Víctor Agustín Ugarte.

El primer clásico Potosino de la historia se jugó el 18 de enero del 2009, por la Copa Aerosur del Sur, con victoria de Real Potosí 2-1. Mientras que el primer clásico Potosino en la Primera División de Bolivia se jugó el 19 de abril del 2009 con resultado de empate 1-1.

### Partidos destacados

#### Para Nacional Potosí
- Empate que evita que Real se corone campeón. Se produjo el 29 de mayo de 2011 en el sexto clásico potosino cuando Nacional evitó que su rival sea campeón empatando 0 a 0. Con este empate Nacional evito que Real pueda acceder a una posible final con el Bolívar, dejándolo sin chances de campeonar.[1] Pero también puede ser considerado el partido más destacado entre ambos pues fue el encuentro más tenso entre los dos y tuvo una asistencia récord de 30 mil espectadores nunca antes igualado ni siquiera en la final de la Copa Aerosur de Invierno 2012.

- Primera gran goleada ranchoguitarra, se produjo el 22 de septiembre de 2019 en el 39° clásico. Nacional goleo a su rival por 4 goles a 1.

- Goleada del 15 de marzo de 2020, en el 41° clásico potosino Nacional se impuso por 4 goles contra 0, hasta ahora su mayor goleada.

#### Para Real Potosí
- Primera victoria en el clásico, se produjo el 2 de agosto de 2009, Real consiguió la primera victoria ante su rival por 2 a 0.

- Goleada del 8 de diciembre de 2013, victoria lila por 6 a 0 en el 16° clásico, hasta ahora la mayor goleada en el clásico.

- Primera gran goleada lila, se produjo el 23 de agosto de 2009, cuando Real derrotó a su rival por 4 a 1.

- Campeón de la Copa Aerosur de invierno 2012, se produjo el 15 de julio de 2012, cuando venció a Nacional por 1 a 0 y se alzó con el título amistoso.

- Clásico de Navidad, en el partido 40° de este enfrentamiento, se jugó el 25 de diciembre de 2019 en el Clausura 2019, victoria lila por 2 a 1, hasta ahora el único clásico que se jugó en Navidad.

## Historial estadístico

### Balance de enfrentamientos
En esta tabla se resumen todos los encuentros disputados entre ambos equipos en todas las competiciones oficiales. Para la elaboración de la misma se toman en cuenta todos los partidos disputados en torneos que hayan sido avalados por la Federación Boliviana de Fútbol.
| Competición      | P.J. | Ganó NAP | P.E. | Ganó REP | G.NAP | G.REP |
| ---------------- | ---- | -------- | ---- | -------- | ----- | ----- |
| Primera Division | 44   | 18       | 11   | 15       | 63    | 60    |
| Total            | 44   | 18       | 11   | 15       | 63    | 60    |

## Historial de partidos

### Asociación de Fútbol Potosí
Sin datos.

### Primera División
En esta tabla se listan todos los encuentros por la primera división.
     Clásicos ganados por Real Potosí
     Clásicos empatados
     Clásicos ganados por Nacional Potosí
| N.º | Torneo          | Fecha                    | Jornada | Local           | Resultado | Visitante       | Goles L                                                                     | Goles V                                                                                         | Ref.          |
| --- | --------------- | ------------------------ | ------- | --------------- | --------- | --------------- | --------------------------------------------------------------------------- | ----------------------------------------------------------------------------------------------- | ------------- |
| 1.  | Apertura 2009   | 19 de abril de 2009      | 9       | Real Potosí     | 1-1       | Nacional Potosí | Horacio Fernández (13')                                                     | Maximiliano Andrada (86')                                                                       | [ 2 ]         |
| 2.  | Apertura 2009   | 24 de junio de 2009      | 20      | Nacional Potosí | 1-1       | Real Potosí     | Gustavo Paz (74')                                                           | Cristian Ruiz (33')                                                                             |               |
| 3.  | Clausura 2009   | 2 de agosto de 2009      | 4       | Nacional Potosí | 0-2       | Real Potosí     |                                                                             | Pastor Tórrez (1') y Dino Huallpa (80')                                                         |               |
| 4.  | Clausura 2009   | 23 de agosto de 2009     | 8       | Real Potosí     | 4-1       | Nacional Potosí | Pastor Tórrez (1' 72'), Gerardo Yecerotte (30') y Miguel Loayza (50')       | Christian Reynaldo (36')                                                                        | [ 3 ]         |
| 5.  | Adecuación 2011 | 3 de abril de 2011       | 11      | Real Potosí     | 3-0       | Nacional Potosí | Luis Torrico (5'), Víctor Hugo Angola (54') y Nelson Sossa (65')            |                                                                                                 | [ 4 ]         |
| 6.  | Adecuación 2011 | 29 de mayo de 2011       | 22      | Nacional Potosí | 0-0       | Real Potosí     |                                                                             |                                                                                                 | [ 5 ]         |
| 7.  | Apertura 2011   | 18 de septiembre de 2011 | 4       | Nacional Potosí | 0-0       | Real Potosí     |                                                                             |                                                                                                 | [ 6 ]         |
| 8.  | Apertura 2011   | 30 de octubre de 2011    | 8       | Real Potosí     | 0-0       | Nacional Potosí |                                                                             |                                                                                                 |               |
| 9.  | Clausura 2012   | 8 de febrero de 2012     | 4       | Real Potosí     | 1-2       | Nacional Potosí | Gerardo Yecerotte (42')                                                     | Edgar Escalante (74') y Gastón Mealla (83')                                                     | [ 7 ]         |
| 10. | Clausura 2012   | 12 de abril de 2012      | 15      | Nacional Potosí | 2-0       | Real Potosí     | Gastón Mealla (74') y Fernando Ariel Brandán (90')                          |                                                                                                 | [ 8 ]         |
| 11. | Apertura 2012   | 16 de septiembre de 2012 | 9       | Real Potosí     | 1-0       | Nacional Potosí | Carlos Neumann 68'                                                          |                                                                                                 |               |
| 12. | Apertura 2012   | 2 de diciembre de 2012   | 20      | Nacional Potosí | 0-0       | Real Potosí     |                                                                             |                                                                                                 | [ 9 ]         |
| 13. | Clausura 2013   | 17 de febrero de 2013    | 7       | Real Potosí     | 3-1       | Nacional Potosí | Pastor Tórrez (28') y Carlos Neumann (57' 83')                              | Brunet Hay (62')                                                                                | [ 10 ]        |
| 14. | Clausura 2013   | 5 de mayo de 2013        | 18      | Nacional Potosí | 0-0       | Real Potosí     |                                                                             |                                                                                                 |               |
| 15. | Apertura 2013   | 29 de septiembre de 2013 | 9       | Real Potosí     | 0-3       | Nacional Potosí |                                                                             | Edson Zenteno (67' 86') y Sebastián Carrizo (89')                                               | [ 11 ]        |
| 16. | Apertura 2013   | 8 de diciembre de 2013   | 20      | Nacional Potosí | 0-6       | Real Potosí     |                                                                             | Maximiliano Andrada (3' 16'), Nicolás Bubas (28'), Iván Zerda (43' 46') y Cristian Girard (69') | [ 12 ]        |
| 17. | Clausura 2014   | 9 de marzo de 2014       | 8       | Nacional Potosí | 2-2       | Real Potosí     | Miguel Ortíz (61') y Bryan Aldave (64')                                     | Cristian Omar Díaz (5' 58')                                                                     | [ 13 ] [ 14 ] |
| 18. | Clausura 2014   | 11 de mayo de 2014       | 19      | Real Potosí     | 2-0       | Nacional Potosí | Dino Huallpa (2') y Darwin Peña (53')                                       |                                                                                                 | [ 15 ]        |
| 19. | Apertura 2014   | 2 de octubre de 2014     | 9       | Nacional Potosí | 1-0       | Real Potosí     | Anderson da Silva (51')                                                     |                                                                                                 | [ 16 ]        |
| 20. | Apertura 2014   | 7 de diciembre de 2014   | 20      | Real Potosí     | 2-2       | Nacional Potosí | Pablo Vázquez (27'), Martín Blanco (83')                                    | Juan Alemán (24'), Leonel Justiniano (64')                                                      | [ 17 ]        |
| 21. | Clausura 2015   | 1 de febrero de 2015     | 4       | Nacional Potosí | 2-2       | Real Potosí     | José Ayala (7') y Nicolás Bubas (70')                                       | Dino Huallpa (26') y Edgar Escalante (90')                                                      | [ 18 ]        |
| 22. | Clausura 2015   | 12 de abril de 2015      | 15      | Real Potosí     | 0-1       | Nacional Potosí |                                                                             | Leonel Justiniano (56')                                                                         | [ 19 ]        |
| 23. | Apertura 2015   | 13 de septiembre de 2015 | 7       | Real Potosí     | 1-2       | Nacional Potosí | Pablo Pedraza (56')                                                         | Ricardo Verduguez (45'), José Muñoz (88')                                                       | [ 20 ]        |
| 24. | Apertura 2015   | 6 de diciembre de 2015   | 18      | Nacional Potosí | 2-1       | Real Potosí     | Tommy Tobar (47', 52')                                                      | José Barva (49')                                                                                | [ 21 ]        |
| 25. | Clausura 2016   | 31 de enero de 2016      | 3       | Real Potosí     | 1-2       | Nacional Potosí | Carlos Vargas (66')                                                         | Ronald Gallegos (22') y Ignacio García (67')                                                    |               |
| 26. | Clausura 2016   | 24 de abril de 2016      | 14      | Nacional Potosí | 0-1       | Real Potosí     |                                                                             | Gilbert Álvarez (90')                                                                           | [ 22 ]        |
| 27. | Apertura 2016   | 11 de septiembre de 2016 | 4       | Real Potosí     | 3-1       | Nacional Potosí | Edwin Alpire (10' 65'), Antonio Rojano (83')                                | Javier Sanguinetti (29')                                                                        | [ 23 ]        |
| 28. | Apertura 2016   | 20 de noviembre de 2016  | 15      | Nacional Potosí | 1-1       | Real Potosí     | Grover Cuéllar (6')                                                         | Carlos Saucedo (44')                                                                            |               |
| 29. | Apertura 2017   | 26 de marzo de 2017      | 2       | Real Potosí     | 1-2       | Nacional Potosí | Antonio Rojano (72')                                                        | Darwin Lora (9') y Cristian Alessandrini (21')                                                  | [ 24 ]        |
| 30. | Apertura 2017   | 14 de junio de 2017      | 18      | Nacional Potosí | 3-0       | Real Potosí     | Cristian Alessandrini (18'), Miguel Ángel Hoyos (27') y Aldo Paniagua (73') |                                                                                                 |               |
| 31. | Clausura 2017   | 9 de agosto de 2017      | 3       | Nacional Potosí | 0-1       | Real Potosí     |                                                                             | Gerardo Yecerotte (40') (p)                                                                     | [ 25 ]        |
| 32. | Clausura 2017   | 29 de octubre de 2017    | 14      | Real Potosí     | 2-1       | Nacional Potosí | Gary Saldías (5') y Augusto Andaveris (22')                                 | Cristian Alessandrini (84')                                                                     |               |
| 33. | Apertura 2018   | 4 de febrero de 2018     | 2       | Real Potosí     | 3-2       | Nacional Potosí | Juan Alemán (36'), Gastón Mealla (78') y Diego Rivero (90')                 | Harold Reina (1') y Christian Vargas (52') (a.g.)                                               | [ 26 ]        |
| 34. | Apertura 2018   | 18 de marzo de 2018      | 9       | Nacional Potosí | 2-3       | Real Potosí     | Harold Reina (25' y 45')                                                    | Fernando Adrián (23' y 71'), Darwin Peña (26')                                                  |               |
| 35. | Clausura 2018   | 29 de julio de 2018      | 3       | Real Potosí     | 2-3       | Nacional Potosí | Rodrigo Ávila (33') y Mario Vásquez (46')                                   | Wilder Salazar (18'), Nelvin Soliz (65') y Harold Reina (75')                                   | [ 27 ]        |
| 36. | Clausura 2018   | 21 de octubre de 2018    | 15      | Nacional Potosí | 2-0       | Real Potosí     | Edson Pérez (25') y Stiwar García (52')                                     |                                                                                                 | [ 28 ]        |
| 37. | Apertura 2019   | 20 de febrero de 2019    | 8       | Real Potosí     | 1-3       | Nacional Potosí | Ángel Cuéllar (22')                                                         | Bruno Pascua (54'), Vladimir Castellón (80') y Edson Pérez (90')                                |               |
| 38. | Apertura 2019   | 1 de mayo de 2019        | 21      | Nacional Potosí | 0-1       | Real Potosí     |                                                                             | Juan Vogliotti (33')                                                                            |               |
| 39. | Clausura 2019   | 22 de septiembre de 2019 | 12      | Real Potosí     | 1-4       | Nacional Potosí | Rivaldo Melchor (81')                                                       | Enzo Maidana (5' y 44'), Edson Pérez (54') y Nelvin Solíz (75')                                 | [ 29 ]        |
| 40. | Clausura 2019   | 25 de diciembre de 2019  | 25      | Nacional Potosí | 0-1       | Real Potosí     | Maximiliano Gómez (42') y Rivaldo Melchor (79')                             | Marcos Andia (52')                                                                              | [ 30 ]        |
| 41. | Apertura 2020   | 15 de marzo de 2020      | 12      | Nacional Potosí | 4-0       | Real Potosí     |                                                                             | Paolo Jiménez (24'), Diego Navarro (69' y 90') y Miguel Suárez 81'                              |               |
| 42. | Apertura 2020   | 29 de diciembre de 2020  | 25      | Real Potosí     | 2-3       | Nacional Potosí | Gerardo Yecerotte (48') y Aldo Gallardo (54')                               | Paolo Jiménez (43') y Diego Navarro (60' y 75')                                                 |               |
| 43. | 2021            | 2 de mayo de 2021        | 6       | Real Potosí     | 1-2       | Nacional Potosí | Léiner Escalante (28')                                                      | Luis Torrico (37') y Diego Navarro (85')                                                        |               |
| 44. | 2021            | 26 de septiembre de 2021 | 21      | Nacional Potosí | 4-2       | Real Potosí     | Sebastián Gularte (18' y 34') y Ronald Cuéllar (36' y 56')                  | Christian Bekamenga (68') y Gerardo Yecerotte (83')                                             |               |

### Torneos amistosos
| N.º | Torneo                        | Fecha                    | Local           | Resultado | Visitante       | Goles L | Goles V | Ref. |
| --- | ----------------------------- | ------------------------ | --------------- | --------- | --------------- | ------- | ------- | ---- |
| 1.  | Copa Aerosur del Sur 2009     | 18 de enero de 2009      | Real Potosí     | 2-1       | Nacional Potosí |         |         |      |
| 2.  | Copa Aerosur del Sur 2011     | 30 de julio de 2011      | Real Potosí     | 1-2       | Nacional Potosí |         |         |      |
| 3.  | Copa Aerosur del Sur 2011     | 7 de agosto de 2011      | Nacional Potosí | 0-1       | Real Potosí     |         |         |      |
| 4.  | Copa Cine Center del Sur 2012 | 15 de julio de 2012      | Real Potosí     | 1-0       | Nacional Potosí |         |         |      |
| 5.  | Copa Liga 30 años             | 9 de julio de 2014       | Real Potosí     | 1-1       | Nacional Potosí |         |         |      |
| 6.  | Copa Liga 30 años             | 12 de julio de 2014      | Real Potosí     | 1-0       | Nacional Potosí |         |         |      |
| 7.  | Copa Cine Center 2015         | 5 de julio de 2015       | Real Potosí     | 1-1       | Nacional Potosí |         |         |      |
| 8.  | Copa Cine Center 2015         | 19 de julio de 2015      | Nacional Potosí | 0-0       | Real Potosí     |         |         |      |
| 9.  | Copa Cine Center 2016         | 10 de julio de 2016      | Real Potosí     | 1-1       | Nacional Potosí |         |         |      |
| 10. | Copa Cine Center 2016         | 17 de julio de 2016      | Nacional Potosí | 1-2       | Real Potosí     |         |         |      |
| 11. | Copa Potosí 2023              | 28 de septiembre de 2023 | Real Potosí     | 1-2       | Nacional Potosí |         |         |      |
| 12. | Copa Potosí 2023              | 30 de septiembre de 2023 | Nacional Potosí | 4-0       | Real Potosí     |         |         |      |

## Récords del Clásico

### Máximos goleadores
| Jugador               | Equipo          | Goles |
| --------------------- | --------------- | ----- |
| Diego Navarro         | Nacional Potosí | 5     |
| Gerardo Yecerotte     | Real Potosí     | 5     |
| Harold Reina          | Nacional Potosí | 4     |
| Dino Huallpa          | Real Potosí     | 3     |
| Cristián Alessandrini | Nacional Potosí | 3     |

### Entrenadores que han dirigido en ambos equipos
| Lista completa |
| --- |
| A - Víctor Hugo Andrada B - Julio César Baldivieso C - Claudio Chacior F - Marcos Ferrufino N - Sebastián Núñez S - Óscar Sanz - Vladimir Soria Z - Julio Alberto Zamora |

## Comparativa entre equipos
| Estadísticas                                   | Nacional Potosí | Real Potosí |
| ---------------------------------------------- | --------------- | ----------- |
| Temporadas en Primera División                 | 22              | 41          |
| Temporadas en Segunda División                 | +50             | 3           |
| Clasificación histórica en la Primera División | 15              | 7           |
| Goleadores en Primera División                 | 0               | 3           |
| Títulos Nacionales oficiales                   | 0               | 3           |
| Subcampeón de la Primera División              | 0               | 4           |
| Ranking continental del siglo XXI              | –               | 87.º.       |